# Кокшаров, Борис Николаевич
Борис Николаевич Кокшаров (14 марта 1933, Павловский Посад, РСФСР — 10 декабря 2016, Балашов, Российская Федерация) — советский и российский промышленный и государственный деятель, генеральный директор Комбината плащевых тканей (1979—1996). Народный депутат РСФСР (1990—1992).

## Биография
В 1953 году окончил военное авиационное училище  в городе Оренбурге. В связи с тем, что назревал конфликт из-за Австрии, курс выпустили за два года, хотя программа  была рассчитана на три. Занимались по 12 часов в сутки.
С января по май 1954 года Служил в г. Коломыя (Украинская ССР), затем на территории ГДР, в г. Вернойхен и в г. Щучин Белорусской ССР.
После демобилизации в 1960 году вернулся в Павловский Посад. Работал помощником мастера на ткацкой фабрике, в 1968 году окончил вечернее отделение Московского текстильного института. В 1967 году назначен мастером, через несколько месяцев — начальником цеха.
После окончания института по направлению министерства переехал в город Балашов Саратовской области. Работал на Балашовском комбинате плащевых тканей: заместителем начальника ткацкого производства, с 1969 года — главным инженером, с 1979 года — генеральным директором комбината плащевых тканей. За это время мощность предприятия увеличена за счет реконструкций с 51 млн до 130 млн метров.
В 1996 году ушёл на пенсию.
В 1990 году был избран народным депутатом РСФСР и на первом съезде — в Верховный Совет РСФСР, где работал до ротации в 1992 году.

## Награды и звания
Награждён орденами «Знак Почёта», Трудового Красного Знамени, орденом Ленина. Заслуженный работник текстильной и лёгкой промышленности РСФСР.